# Pierre Vandamme
Le chevalier Pierre Vandamme, né le 10 juillet 1895 à Bruges et mort dans la même ville le 18 mars 1983, était joaillier, homme politique, échevin et bourgmestre de Bruges, et neuvième président du Cercle Bruges KSV, un club de football belge.

## Biographie succincte
Pierre Vandamme était le fils de Jean Vandamme (1862-1917), joaillier et de Blanche Valcke (1867-1927). Il termina ses études secondaires au Collège épiscopal Saint-Louis, et effectua ensuite son service militaire durant la Première Guerre mondiale. À la fin du conflit, il reprit, avec son frère Jean, l'entreprise de joaillerie familiale. En 1922 il épousa Marie-Louise Elleboudt (1896-1968), avec laquelle il eut cinq enfants. 
De constitution fragile, Vandamme séjourna souvent en Suisse ou à la Côte d'Azur.
Le 12 mai 1976, il obtint concession de noblesse héréditaire et reçut le titre de chevalier. Il décéda à près de 88 ans.

## Carrière politique et portuaire
Dès son enfance Vandamme fut intéressé par les ports de Bruges et Zeebruges (à l'âge de douze ans il assista à leur inauguration). Leur promotion devint l'ambition de sa vie. Après la première guerre il fit connaître ses idées à ce sujet dans des articles publiés par les journaux locaux et au cours des réunions de Cercle Colonial et Maritime, dont il devint le secrétaire. En 1932 la ville de Bruges le nomma administrateur, représentant de la ville, au sein du Conseil de la Société Anonyme des Installations Maritimes de Bruges.
Ces activités le rapprochèrent de la politique et l'amenèrent à être candidat lors des élections communales de 1938. Élu, il fut immédiatement nommé échevin des travaux publics et du port. Lors de l'occupation allemande de 1940 il poursuivit encore quelque temps dans cette fonction, mais démissionna lorsque l'occupant permit la réalisation d'un 'Grand Bruges', avec à sa tête un bourgmestre collaborationniste.
Dès le 25 mai 1940 il avait été nommé administrateur délégué ad interim des Installations maritimes et après la guerre il devint président et administrateur délégué, fonctions qu'il poursuivit jusqu'en 1976. Après la guerre il s'attela à la reconstruction de l'avant-port, détruit une seconde fois. Cette reconstruction n'était pas évidente. Les milieux portuaires Anversois se démenaient afin qu'elle n'eut pas lieu. Le journal 'Lloyd Anversois' menait campagne sous le slogan 'Il faut abandonner Zeebruges'. 
Néanmoins de grands efforts furent faits, avec Vandamme comme cheville ouvrière, afin de rouvrir le port et de lui amener des trafics, avec des résultats variables. Les déceptions ne manquèrent pas. Il y eut le projet de l'Américain Cantor d'amener des navires de croisière géants à Zeebruges et les projets de Latino-américains et d'Aristote Onassis afin de faire de Zeebruges un port pétrolier et d'y construire un chantier naval. Toutefois, même les projets avortés eurent leur utilité, puisqu'elle menèrent à des travaux améliorant l'accessibilité du port, résultant ensuite en nouveaux investissements et traficsd, tels que les lignes pour passagers reliant le continent à la Grande-Bretagne, le terminals pétrolier de Texaco et de Sinclair, ainsi que le terminal pour gaz liquide. À partir des années soixante les efforts de Vandamme furent soutenus par une nouvelle génération à laquelle appartenaient Fernand Traen, Olivier Vanneste et Robert Simoen. Des groupes d'étude, mis sur pied par le gouvernement, tels que la Commission Verschaeve et la Commission Gaston Craen, ainsi que des grands projets élaborés par des groupes privés et des professeurs d'université résultèrent en d'importants investissements, ayant pour but de faire de Zeebruges un port d'importance mondiale.
Pierre Vandamme était d'autre part persuadé qu'il fallait attirer de l'industrie, génératrice de trafics. Tant à Zeebruges qu'à Bruges des terrains industriels furent aménagés dans ce but. Ce furent tout d'abord des industries locales existantes qui quittèrent des installations, souvent vétustes, situées dans la ville historique, pour prendre un nouvel élan. Peu à pau des compagnies belges ou étrangères vinrent s'installer, comme par exemple l'Union Cotonnière, Outboard Marine, Philips et Bayer.  
Le 1er juillet 1956 Pierre Vandamme fut nommé bourgmestre à la succession de Victor Van Hoestenberghe. Sa popularité auprès des Brugeois était au zénith et pendant des semaines il fut accueilli dans une ambiance de fête jusque dans les moindres quartiers. Très impliqué dans les activités de la vie associative, il semblait jouir du don d'omniprésence. Il abolit le règlement communal désuet interdisant le carnaval et donna l'impulsion pour l'organisation d'un 'Comité d'Initiative' qui s’emploierait à l'organisation d'activités et de festivités de toutes sortes. 
Son activité à la tête de la ville était également consacrée dans une large mesure à la promotion et au développement du port, y compris le port de pêche et les zones industrielles. La conservation du patrimoine immobilier de la ville historique était moins présente dans ses préoccupations. En revanche, la construction de logements sociaux avait toute son attention et de nouveaux quartiers se développèrent en dehors de la ville historique.
Fin des années soixante et en prévision d'une nouvelle extension du port, la ville de Bruges proposa au gouvernement de pouvoir annexer les communes de Lissewege, Dudzele en Heist. En fin de compte une grande fusion fut décidée, comprenant Bruges, Sint-Andries, Sint-Kruis, Sint-Michiels, Assebroek, Koolkerke, Lissewege et Dudzele, mais sans Heist. La nouvelle ville comptait 120 000 habitants.
Un an après la mise en route de cette nouvelle entité, Pierre Vandamme prit sa retraite.
En 1976 il en fit de même pour ses fonctions dans la société portuaire.

## Présidence du Cercle de Bruges
Pierre Vandamme prit la présidence du Cercle de Bruges en 1953, succédant à Yves Dautricourt. L'équipe évoluait à l'époque en troisième division nationale, où elle avait été reléguée un an plus tôt. Il s'attacha à la ramener en première division, chose faite en 1961. Cinq ans plus tard, le Cercle passa en Division 2, mais fut également condamnée par l'URBSFA à une rétrogradation administrative à la suite d'accusations de tentative de corruption, et renvoyée en Division 3. Un an plus tard, le club fut acquitté, mais ne réintègra pas la Division 2. Pierre Vandamme laissa alors la place à l'ancienne icône des « vert et noir », Robert Braet, et fut nommé « Président d'Honneur » de l'association, ce qu'il demeura jusqu'à son décès en 1983.

## Publications
- De haven van Brugge, Brugge, 1942 en 1946
- Le port de Bruges, Brugge, 1942 en 1946
- Een hart aan zee, Brugge, 1982 (mémoires anecdotiques)

## Littérature
- Stad Brugge, Gemeenteblad, Plechtige huldezitting gemeenteraad (1971)
- Comité voor Initiatief, Brugse burgemeesters 1830-1987, Brugge, 1988
- Roland PODEVIJN, Cercle Brugge 1899-1989, Brugge, 1990
- J. CLAEYS & G. DEBACKER, Jubileumboek Cercle Brugge KSV, Brugge, 1999
- Brigitte BEERNAERT e. a., Oude Zak 47, oud huis Pierre Vandamme, in: De vier elementen, Open Monumentendag 2011, Brugge, 2011.

## Sources et liens externes
- « Les présidents du Cercle de Bruges à travers les années »(Archive.org • Wikiwix • Archive.is • Google • Que faire ?), sur le site officiel du Cercle de Bruges.